# Jean Stapleton
Jean Stapleton, pseudonimo di Jeanne Murray (New York, 19 gennaio 1923 – New York, 31 maggio 2013), è stata un'attrice statunitense di teatro, televisione e cinema.
Divenne nota al pubblico soprattutto per il ruolo di Edith Bunker nella serie tv Arcibaldo, interpretazione che le valse tre Emmy Awards su otto candidature, e due Golden Globe su sette candidature.

## Biografia
Era la secondogenita, dopo il fratello Jack, di Marie A. Stapleton, cantante d'opera, e Joseph E. Murray, venditore di cartelloni pubblicitari, un suo zio era un noto attore del vaudeville, come il fratello, attore dilettante, che la convinsero ad intraprendere la carriera artistica.
Nata a New York, dove si laureò presso l'Hunter College, iniziò la sua carriera in American Gothic, uno spettacolo di Broadway. Iniziò interpretando piccoli ruoli in alcune serie televisive, tra le quali Il dottor Kildare e La parola alla difesa. Giunse al successo con il ruolo di Edith Bunker nella serie tv Arcibaldo, grazie al quale ottenne tre Emmy Awards su otto candidature e due Golden Globe su sette candidature.
Sul grande schermo interpretò sempre ruoli da non protagonista, in film come Susanna agenzia squillo (1960) con Judy Holliday e Dean Martin, e Su per la discesa (1967) con Sandy Dennis e Eileen Heckart. Nel 1982 interpretò Eleanor Roosevelt in un film per la televisione sulla sua vita, Eleanor, First Lady of the World, grazie al quale ottenne una candidatura agli Emmy Awards e ai Golden Globe.
Tornò al cinema nella commedia romantica La forza dell'amore (1984), accanto a Richard Dreyfuss e Susan Sarandon. Nel 1986 interpretò il ruolo di Ariadne Oliver nel film Agatha Christie: Caccia al delitto. Nel 1996 recitò accanto a John Travolta, Andie MacDowell, William Hurt e Bob Hoskins nella commedia Michael, mentre nel 1998 fu al fianco di Tom Hanks e Meg Ryan nella commedia romantica C'è posta per te. Sempre nel 1998 diede la voce alla Sig.ra Jenkins nel film d'animazione Disney, Pocahontas II - Viaggio nel nuovo mondo. Nel 2001 si ritirò definitivamente dalle scene.
Fu sposata con William H. Putch, dal quale ebbe due figli, l'attore e regista televisivo John Putch e l'attrice e produttrice Pamela Putch. Vedova dal 1983, Jean Stapleton morì per cause naturali il 31 maggio 2013 a New York, a 90 anni. In sua memoria le luci di Broadway furono spente per un minuto alle ore 20.00 del 5 giugno 2013.

## Curiosità
- Le fu offerto il ruolo di Jessica Fletcher nel telefilm di successo La signora in giallo ma rifiutò.
- Ricevette la laurea honoris causa dal Wilson College e una borsa di studio a lei intitolata.

## Filmografia

### Cinema
- Damn Yankees!, regia di George Abbott e Stanley Donen (1958)
- Susanna agenzia squillo (Bells Are Ringing), regia di Vincente Minnelli (1960)
- Momento selvaggio (Something Wild), regia di Jack Garfein (1961)
- Su per la discesa (Up the Down Staircase), regia di Robert Mulligan (1967)
- Una scommessa in fumo (Cold Turkey), regia di Norman Lear (1971)
- Una squillo per l'ispettore Klute (Klute), regia di Alan J. Pakula (1971)
- La forza dell'amore (The Buddy System), regia di Glenn Jordan (1984)
- The Trial, regia di David Hugh Jones (1993) - non accreditato
- Michael, regia di Nora Ephron (1996)
- Pocahontas II - Viaggio nel nuovo mondo (Pocahontas II: Journey to a New World) (1998) - voce
- C'è posta per te (You've Got Mail), regia di Nora Ephron (1998)
- Pursuit of Happiness, regia di John Putch (2001)

### Televisione
- Starlight Theatre - serie TV, 1 episodio (1951)
- Robert Montgomery Presents - serie TV, 1 episodio (1952)
- Lux Video Theatre - serie TV, 1 episodio (1953)
- Woman with a Past - serie TV (1954)
- The Philco Television Playhouse - serie TV, 1 episodio (1955)
- Il dottor Kildare (Dr. Kildare) - serie TV, 1 episodio (1961)
- Dennis the Menace - serie TV, 1 episodio (1962)
- The Nurses – serie TV, episodio 1x04 (1962)
- Jackie Gleason and His American Scene Magazine - serie TV, 1 episodio (1962)
- La parola alla difesa (The Defenders) - serie TV, 1 episodio (1962)
- La città in controluce (Naked City) - serie TV, 3 episodi (1961-1963)
- Undicesima ora (The Eleventh Hour) - serie TV, 1 episodio (1963)
- Route 66 - serie TV, 1 episodio (1963)
- Io e i miei tre figli (My Three Sons) – serie TV, episodio 4x28 (1964)
- The Patty Duke Show - serie TV, 1 episodio (1965)
- Arcibaldo (All in the Family) - serie TV, 208 episodi  (1968-1979)
- Tail Gunner Joe - film TV (1977)
- Muppet Show - serie TV, episodio 3x06 (1978)
- Archie Bunker's Place - serie TV, 5 episodi (1979)
- You Can't Take It with You, regia di Paul Bogart - film TV (1979)
- Angel Dusted - film TV (1981)
- Isabel's Choice - film TV (1981)
- Eleanor, First Lady of the World - film TV (1982)
- Nel regno delle fiabe (Faerie Tale Theatre) - serie TV, 2 episodi (1983-1985)
- Parade of Stars - film TV (1983)
- Something's Afoot - film TV (1984)
- Versione donna - film TV (1984)
- Top Secret (Scarecrow and Mrs. King) - serie TV, 2 episodi (1984)
- Agatha Christie: Caccia al delitto (Dead Man's Folly), regia di Clive Donner - film TV (1986)
- Love Boat (The Love Boat) - serie TV, 2 episodi (1986)
- Tender Places - film TV (1987)
- Trying Times - serie TV, 1 episodio (1989)
- American Playwrights Theater: The One-Acts - serie TV, 1 episodio  (1990)
- Mother Goose Rock 'n' Rhyme - film TV (1990)
- Bagdad Cafè - serie TV, 15 episodi (1990-1991)
- Fire in the Dark - film TV (1991)
- Shelley Duvall's Bedtime Stories - serie TV, 1 episodio (1992)
- The Habitation of Dragons - film TV (1992)
- The Ray Bradbury Theater - serie TV, 1 episodio (1992)
- The General Motors Playwrights Theater - serie TV, 1 episodio (1993)
- Ghost Mom - film TV (1993)
- Piggle-Wiggle - serie TV, 1 episodio) (1993)
- Grace Under Fire - serie TV, 1 episodio (1994)
- Caroline in the City - serie TV, 1 episodio (1995)
- Beakman's World - serie TV (1995-1996)
- The Great War and the Shaping of the 20th Century - serie TV, 1 episodio (1996)
- Murphy Brown - serie TV, 1 episodio (1996)
- Hallmark Hall of Fame - serie TV, 2 episodi (1979-1996)
- Tutti amano Raymond (Everybody Loves Raymond) - serie TV, 1 episodio (1996)
- Questione di stile (Style & Substance) - serie TV, 1 episodio (1998)
- Chance of a Lifetime - film TV (1998)
- Il tocco di un angelo (Touched by an Angel) - serie TV, 1 episodio (2000)
- Baby - film TV (2000)
- Like Mother Like Son: The Strange Story of Sante and Kenny Kimes - film TV (2001)

## Doppiatrici italiane
- Alina Moradei in Arcibaldo, C'è posta per te
- Nicoletta Ramorino in I Jefferson
- Micaela Giustiniani in La forza dell'amore
- Elsa Camarda in Top Secret
- Daniela Gatti in Agatha Christie: Caccia al delitto
- Gabriella Genta in Lily Dale
- Aurora Cancian in Muppet Show (ed. Disney+)

Da doppiatrice è sostituita da:
- Angiolina Quinterno in Pocahontas II - Viaggio nel nuovo mondo

## Riconoscimenti
- Emmy Awards
  - 1971: Vinto - Migliore attrice in una serie commedia per Arcibaldo
  - 1972: Vinto - Migliore attrice in una serie commedia per Arcibaldo
  - 1973: Candidatura - Migliore attrice in una serie commedia per Arcibaldo
  - 1974: Candidatura - Migliore attrice in una serie commedia per Arcibaldo
  - 1975: Candidatura - Migliore attrice in una serie commedia per Arcibaldo
  - 1977: Candidatura - Migliore attrice in una serie commedia per Arcibaldo
  - 1978: Vinto - Migliore attrice in una serie commedia per Arcibaldo
  - 1979: Candidatura - Migliore attrice in una serie commedia per Arcibaldo
  - 1982: Candidatura - Migliore attrice in una miniserie o film per la tv per Eleanor, First Lady of the World
  - 1995: Candidatura - Migliore attrice in una serie comica per Grace Under Fire
- Golden Globes
  - 1972: Candidatura - Miglior attrice in una serie commedia o musicale per Arcibaldo
  - 1973: Vinto - Miglior attrice in una serie commedia o musicale per Arcibaldo
  - 1974: Vinto - Miglior attrice in una serie commedia o musicale per Arcibaldo
  - 1975: Candidatura - Miglior attrice in una serie commedia o musicale per Arcibaldo
  - 1978: Candidatura - Miglior attrice in una serie commedia o musicale per Arcibaldo
  - 1979: Candidatura - Miglior attrice in una serie commedia o musicale per Arcibaldo
  - 1980: Candidatura - Miglior attrice in una serie commedia o musicale per Arcibaldo
  - 1982: Candidatura - Miglior attrice in una miniserie o film per la televisione per Eleanor, First Lady of the World
  - 1991: Candidatura - Miglior attrice in una miniserie o film per la televisione per Fire in the Dark
- Lone Star Film & Television Awards
  - 1997: Vinto - Miglior attrice non protagonista in una serie tv per Hallmark Hall of Fame
- Women in Film Crystal Awards
  - 1985: Vinto - Premio umanitario